# Nolambavadi
Nolambavadi (o Nonambavadi) és el territori dels nonambes o nolambes (dinastia Nolamba o Nonamba), una província que correspon bàsicament amb el districte de Chitaldroog durant el domini britànic.